# 耿怀英
耿怀英（1950年—），山西昔阳人，汉族，中华人民共和国政治人物、第十一届全国人民代表大会山西地区代表。
毕业于中央党校在职研究生班党的学说与建设专业。加入中共，担任忻州市市长。2008年起担任全国人大代表。